# 杜利亚恩
杜利亚恩（Dhulian），是印度西孟加拉邦Murshidabad县的一个城镇。总人口72906（2001年）。

## 人口
该地2001年总人口72906人，其中男性36524人，女性36382人；0—6岁人口14479人，其中男7309人，女7170人；识字率39.43%，其中男性为47.77%，女性为31.05%。